# Santa Marianita de Jesús
Santa Marianita de Jesús ist eine Ortschaft und eine Parroquia rural („ländliches Kirchspiel“) im Kanton Sucúa der ecuadorianischen Provinz Morona Santiago. Die Parroquia besitzt eine Fläche von 58,9 km². Die Einwohnerzahl lag im Jahr 2010 bei 905. Die Parroquia wurde am 13. August 1990 gegründet.

## Lage
Die Parroquia Santa Marianita de Jesús liegt am Ostrand der Anden. Sie liegt am Westufer des nach Süden strömenden Río Upano. Der Hauptort Santa Marianita de Jesús befindet sich an der Fernstraße E45 (Zamora–Macas) 4,5 km nordnordöstlich des Kantonshauptortes Sucúa sowie 13 km südsüdwestlich der Provinzhauptstadt Macas.
Die Parroquia Santa Marianita de Jesús grenzt im Norden an die Parroquia Río Blanco (Kanton Morona) sowie im Osten und im Süden und im Westen an die Parroquia Sucúa.